# Kovács József (labdarúgó, 1949)
Kovács József (Balatonlelle, 1949. április 8. –)  olimpiai ezüstérmes labdarúgó, hátvéd.

## Pályafutása

### Klubcsapatban
1964-ben lett Székesfehérváron igazolt labdarúgó. 1968-ban mutatkozott be az élvonalban a Salgótarján ellen csereként. A Videotonnal 1975-76-os szezonban második lett a bajnokságban. 1977-ben a Vasashoz szerződött volna, de nem engedték el. Végül 1980-ban az Újpesti Dózsához igazolt, ahol két kupagyőzelmet szerzett. 1985-ben hagyta abba az aktív labdarúgást. Összesen 395 bajnoki mérkőzésen szerepelt és 17 gólt szerzett.

### A válogatottban
1971 és 1979 között 11 alkalommal szerepelt a válogatottban. Tagja volt az 1972-es európa-bajnoki 4. helyezett válogatott keretnek, de mérkőzésen nem lépett pályára. Ugyanebben az évben a müncheni olimpián ezüstérmet szerzett a csapattal.

## Sikerei, díjai
- Olimpia
  - ezüstérem: 1972, München
- Magyar bajnokság
  - 2.: 1975–76
- Magyar Népköztársasági Kupa (MNK)
  - győztes: 1982, 1983
- Kupagyőztesek Európa-kupája (KEK)
  - negyeddöntős: 1983–84

## Statisztika

### Mérkőzései a válogatottban
| Magyarország | Magyarország         | Magyarország                            | Magyarország  | Magyarország | Magyarország     | Magyarország        | Magyarország | Magyarország |
| #            | Dátum                | Helyszín                                | Hazai         | Eredmény     | Vendég           | Kiírás              | Gólok        | Esemény      |
| ------------ | -------------------- | --------------------------------------- | ------------- | ------------ | ---------------- | ------------------- | ------------ | ------------ |
| 1.           | 1971. november 14.   | Valletta                                | Málta         | 0 – 2        | Magyarország     | vb-selejtező        | -            |              |
| 2.           | 1972. január 12.     | Madrid, Santiago Bernabéu stadion       | Spanyolország | 1 – 0        | Magyarország     | barátságos          | -            |              |
| 3.           | 1972. március 29.    | Budapest, Népstadion                    | Magyarország  | 0 – 2        | NSZK             | barátságos          | -            |              |
| 4.           | 1972. augusztus 27.  | Nürnberg, Frankenstadion (FRG)          | Magyarország  | 5 – 0        | Irán             | olimpiai csoportkör | -            |              |
|              | 1972. szeptember 8.  | Regensburg (FRG)                        | Magyarország  | 2 – 0        | Mexikó           | olimpiai középdöntő | -            |              |
| 5.           | 1972. október 15.    | Bécs, Práter-stadion                    | Ausztria      | 2 – 2        | Magyarország     | vb-selejtező        | -            |              |
| 6.           | 1973. április 29.    | Budapest, Népstadion                    | Magyarország  | 2 – 2        | Ausztria         | vb-selejtező        | -            |              |
| 7.           | 1973. május 16.      | Karl-Marx-Stadt, Ernst Thälmann Stadion | NDK           | 2 – 1        | Magyarország     | barátságos          | -            |              |
| 8.           | 1973. június 13.     | Budapest, Népstadion                    | Magyarország  | 3 – 3        | Svédország       | vb-selejtező        | -            |              |
| 9.           | 1973. szeptember 26. | Belgrád, JNA stadion                    | Jugoszlávia   | 1 – 1        | Magyarország     | barátságos          | -            | 46'          |
| 10.          | 1973. október 13.    | Koppenhága                              | Dánia         | 2 – 2        | Magyarország     | barátságos          | -            |              |
| 11.          | 1974. április 17.    | Dortmund, Westfallenstadion             | NSZK          | 5 – 0        | Magyarország     | barátságos          | -            | 69'          |
| 12.          | 1975. augusztus 10.  | Teherán                                 | Irán          | 1 – 2        | Magyarország     | barátságos          | -            | 46'          |
| 13.          | 1975. október 8.     | Łódź                                    | Lengyelország | 4 – 2        | Magyarország     | barátságos          | -            |              |
| 14.          | 1975. október 15.    | Pozsony, Tehelny pole                   | Csehszlovákia | 1 – 1        | Magyarország     | barátságos          | -            |              |
| 15.          | 1975. október 19.    | Szombathely, Rohonci úti stadion        | Magyarország  | 8 – 1        | Luxemburg        | Eb-selejtező        | -            |              |
|              | 1976. február 4.     | Mexikóváros                             | Mexikó        | 4 – 1        | Magyarország     | barátságos          | -            |              |
|              | 1976. február 9.     | San Salvador                            | Salvador      | 1 – 2        | Magyarország     | barátságos          | -            |              |
| 16.          | 1976. április 30.    | Lausanne, Olimpiai Stadion              | Svájc         | 0 – 1        | Magyarország     | barátságos          | -            |              |
| 17.          | 1978. szeptember 20. | Helsinki, Olimpiai Stadion              | Finnország    | 2 – 1        | Magyarország     | Eb-selejtező        | -            | 58'          |
| 18.          | 1979. október 26.    | Budapest, Népstadion                    | Magyarország  | 0 – 2        | Egyesült Államok | barátságos          | -            |              |
|              | Összesen             |                                         |               | 18           | mérkőzés         |                     | 0            | gól          |